# Hawbir Mustafa
Hawbir Mustafa (23 de setembro de 1993) é um futebolista profissional iraquiano que atua como defensor, atualmente defende o MVV Maastricht.

## Carreira
Hawbir Mustafa fará parte do elenco da Seleção Iraquiana de Futebol nas Olimpíadas de 2016.